# Campionato mineiro 2021
Il campionato mineiro 2021 – Módulo I (ufficialmente Campeonato Mineiro Sicoob 2021 – Módulo I per ragioni di sponsorizzazione) è stata la 107ª edizione del campionato mineiro, disputata fra il 27 febbraio e il 2 maggio 2021 e conclusa con la vittoria dell'Atlético Mineiro.
Capocannoniere del torneo è stato Rodolfo con 7 reti.

## Stagione

### Novità
Al termine della stagione 2020 sono retrocesse in Módulo II Tupynambás e Villa Nova. Dalla seconda divisione, invece, sono salite Pouso Alegre e Athletic.

### Formato
Le dodici squadre si affrontano dapprima in una prima fase, consistente in un girone da dodici squadre di sola andata. Le prime quattro classificate accederanno alla seconda fase che decreterà la vincitrice del campionato. Le formazioni classificatesi tra il quinto e l'ottavo posto, prenderanno parte al Troféu Inconfidência. Le ultime due classificate, retrocedono in Módulo II.
La prime tre classificate, potranno partecipare alla Série D 2022. I primi quattro posti garantiscono anche un posto nella Coppa del Brasile; nel caso lo stato di Minas Gerais avesse diritto a un quinto posto, questo verrà occupato dalla vincitrice del Troféu Inconfidência.
Nel caso le prime tre classificate siano già qualificate alla Série D o alle serie superiori, l'accesso alla quarta serie andrà a scalare.
Il titolo di Campeao do Interior verrà assegnato al club meglio piazzato nel corso della competizione ad esclusione dei tre club di Belo Horizonte, ovvero América-MG, Atlético Mineiro e Cruzeiro. Nel caso in cui due club dovessero raggiungere lo stesso risultato (venendo entrambi eliminati nella semifinale della seconda fase), vi sarà uno spareggio per decretare il vincitore.
A causa del peggioramento della Pandemia di COVID-19 in Brasile il torneo è stato sospeso fra il 22 ed il 31 marzo.

## Squadre partecipanti
| Club             | Città            | Stadio                                        | Stagione precedente    |
| ---------------- | ---------------- | --------------------------------------------- | ---------------------- |
| América-MG       | Belo Horizonte   | Stadio Raimundo Sampaio                       | 3º posto               |
| Athletic         | Sao Joao del-Rei | Stadio Joaquim Portugal                       | 2º posto nel Módulo II |
| Atlético Mineiro | Belo Horizonte   | Stadio Mineirão                               | 1º posto               |
| Boa Esporte      | Varginha         | Stadio Municipal Prefeito Dilzon Luiz de Melo | 7º posto               |
| Caldense         | Poços de Caldas  | Stadio Doutor Ronaldo Junqueira               | 4º posto               |
| Coimbra          | Contagem         | Stadio Raimundo Sampaio                       | 10º posto              |
| Cruzeiro         | Belo Horizonte   | Stadio Mineirão                               | 6º posto               |
| Patrocinense     | Patrocínio       | Stadio Pedro Alves do Nascimento              | 8º posto               |
| Pouso Alegre     | Pouso Alegre     | Stadio Municipal Irmão Gino Maria Rossi       | 1º posto nel Módulo II |
| Tombense         | Tombos           | Stadio Antônio Guimarães de Almeida           | 2º posto               |
| Uberlândia       | Uberlândia       | Stadio Municipal Parque do Sabiá              | 5º posto               |
| URT              | Patos de Minas   | Stadio Zama Maciel                            | 9º posto               |

## Prima fase

### Classifica finale
| Pos. | Squadra                          | Pt | G  | V | N | P | GF | GS | DR  |
| ---- | -------------------------------- | -- | -- | - | - | - | -- | -- | --- |
| 1    | Atlético Mineiro                 | 27 | 11 | 9 | 0 | 2 | 23 | 7  | +16 |
| 2    | América-MG                       | 22 | 11 | 7 | 1 | 3 | 17 | 9  | +8  |
| 3    | Cruzeiro                         | 20 | 11 | 6 | 2 | 3 | 12 | 4  | +8  |
| 4    | Tombense                         | 20 | 11 | 5 | 5 | 1 | 16 | 9  | +7  |
| 5    | URT                              | 16 | 11 | 5 | 1 | 5 | 8  | 16 | -8  |
| 6    | Pouso Alegre                     | 15 | 11 | 4 | 3 | 4 | 13 | 10 | +3  |
| 7    | Caldense                         | 15 | 11 | 4 | 3 | 4 | 10 | 12 | -2  |
| 8    | Athletic Club (São João del-Rei) | 13 | 11 | 4 | 1 | 6 | 9  | 10 | -1  |
| 9    | Uberlândia                       | 12 | 11 | 3 | 3 | 5 | 13 | 19 | -6  |
| 10   | Patrocinense                     | 10 | 11 | 2 | 4 | 5 | 7  | 15 | -8  |
| 11   | Boa Esporte                      | 8  | 11 | 2 | 2 | 7 | 8  | 14 | -6  |
| 12   | Coimbra                          | 6  | 11 | 1 | 3 | 7 | 4  | 15 | -11 |

Legenda:
     Ammessa alla seconda fase.
     Ammessa al Troféu Inconfidência.
     Retrocesse nel Módulo II 2022
Regolamento:
Tre punti a vittoria, uno a pareggio, zero a sconfitta.

### Tabellone
Ogni riga indica i risultati casalinghi della squadra segnata a inizio della riga, contro le squadre segnate colonna per colonna (che invece avranno giocato l'incontro in trasferta). Al contrario, leggendo la colonna di una squadra si avranno i risultati ottenuti dalla stessa in trasferta, contro le squadre segnate in ogni riga, che invece avranno giocato l'incontro in casa.
|                  | AMM    | ATH    | ATM    | BOA    | CAL    | COI    | CRU    | PAT    | POU    | TOM    | UEC    | URT    |
| ---------------- | ------ | ------ | ------ | ------ | ------ | ------ | ------ | ------ | ------ | ------ | ------ | ------ |
| América Mineiro  | ––––\| |        |        | 1-0    | 0-1    | 2-0    | 1-0    | 1-1    |        |        |        |        |
| Athletic Club    | 0-1    | ––––\| | 0-1    | 1-0    |        |        |        |        | 2-1    |        |        | 0-1    |
| Atlético Mineiro | 3-1    |        | ––––\| | 2-1    |        | 3-0    |        |        | 1-0    |        | 4-0    | 3-0    |
| Boa Esporte      |        |        |        | ––––\| | 2-0    | 2-1    | 0-1    |        | 0-0    | 1-4    | 1-2    |        |
| Caldense         |        | 0-0    | 2-1    |        | ––––\| |        |        | 0-0    |        | 1-1    | 1-2    |        |
| Coimbra          |        | 1-0    |        |        | 0-2    | ––––\| | 0-2    | 0-1    |        | 0-0    | 2-2    |        |
| Cruzeiro         |        | 1-0    | 1-0    |        | 0-1    |        | ––––\| | 4-0    |        | 0-0    |        |        |
| CA Patrocinense  |        | 0-2    | 1-3    | 1-0    |        |        |        | ––––\| | 1-1    |        |        | 0-1    |
| Pouso Alegre     | 1-2    |        |        |        | 3-1    | 0-0    | 1-0    |        | ––––\| |        |        | 3-0    |
| Tombense         | 2-1    | 2-1    | 1-2    |        |        |        |        | 2-2    | 2-0    | ––––\| |        | 1-0    |
| Uberlândia       | 1-2    | 2-3    |        |        |        |        | 1-1    | 1-0    | 1-3    | 1-1    | ––––\| |        |
| URT              | 0-5    |        |        | 1-1    | 3-1    | 1-0    | 0-2    |        |        |        | 1-0    | ––––\| |

Legenda:
     Vittoria della squadra in casa.
     Vittoria della squadra in trasferta.
     Pareggio.
Note:
In grassetto i clássicos.

## Seconda fase

### Tabellone
|  | Semifinali | Semifinali       | Semifinali | Semifinali | Semifinali |  |  | Finale | Finale           | Finale | Finale | Finale |  |
|  |            |                  |            |            |            |  |  |        |                  |        |        |        |  |
|  | 3          | Cruzeiro         | 1          | 1          | 2          |  |  |        |                  |        |        |        |  |
|  | 2          | América-MG       | 2          | 3          | 5          |  |  | 2      | América-MG       | 0      | 0      | 0      |  |
|  | 4          | Tombense         | 0          | 1          | 1          |  |  | 1      | Atlético Mineiro | 0      | 0      | 0      |  |
|  | 1          | Atlético Mineiro | 3          | 1          | 4          |  |  |        |                  |        |        |        |  |

### Semifinali
| Squadra 1 | Totale | Squadra 2        | Andata | Ritorno |
| --------- | ------ | ---------------- | ------ | ------- |
| Cruzeiro  | 2 - 5  | América-MG       | 1 - 2  | 1 - 3   |
| Tombense  | 1 - 4  | Atlético Mineiro | 0 - 3  | 1 - 1   |

#### Andata
| Arbitro: | Wanderson Alves de Souza |

|  |           |                                     |
|  | Marcatori | 15’ Hyoran 21’ (rig.) Guga 61’ Hulk |

| Arbitro: | Marco Aurelio Augusto Fazekas Ferreira |

|                  |           |                    |
| Rafael Sóbis 36’ | Marcatori | 85’ Alê 90’ Ademir |

#### Ritorno
| Arbitro: | Paulo Cesar Zanovelli |

|                  |           |            |
| Eduardo Sasha 7’ | Marcatori | 78’ Caíque |

| Arbitro: | Felipe Fernandes de Lima |

|                                           |           |                     |
| Rodolfo 9’ (rig.), 71’ (rig.) Ramon 90+5’ | Marcatori | 62’ Matheus Barbosa |

### Finale
Al termine del doppio pareggio a reti inviolate l'Atlético Mineiro ha trionfato in virtù del miglior piazzamento nella prima fase della competizione.
| Squadra 1  | Totale | Squadra 2        | Andata | Ritorno |
| ---------- | ------ | ---------------- | ------ | ------- |
| América-MG | 0 - 0  | Atlético Mineiro | 0 - 0  | 0 - 0   |

#### Andata
| Belo Horizonte 16 maggio 2021, ore 16:00 UTC-3 ritorno → | América-MG               | 0 – 0 referto | Atlético Mineiro | Stadio Raimundo Sampaio\| Arbitro: \| Wanderson Alves de Souza \| |
| Arbitro:                                                 | Wanderson Alves de Souza |               |                  |                                                                   |

| América Mineiro | Atlético Mineiro |

##### Formazioni
| América Mineiro (4-2-3-1) |    |                    |  |     |
|                           |    |                    |  |     |
| P                         | 1  | Matheus Cavichioli |  |     |
| D                         | 2  | Diego              |  |     |
| D                         | 3  | Eduardo Bauermann  |  |     |
| D                         | 4  | Anderson           |  |     |
| D                         | 6  | Marlon Lopes       |  |     |
| C                         | 5  | Zé Ricardo         |  | 87’ |
| C                         | 8  | Juninho            |  | 76’ |
| C                         | 10 | Bruno Nazário      |  | 63’ |
| A                         | 7  | Felipe Azevedo     |  | 63’ |
| A                         | 11 | Alê                |  |     |
| A                         | 9  | Rodolfo            |  | 87’ |
| Sostituzioni:             |    |                    |  |     |
| P                         | 12 | Airton             |  |     |
| D                         | 13 | Thalys             |  |     |
| D                         | 14 | Ricardo Silva      |  |     |
| C                         | 15 | Juninho Valoura    |  |     |
| C                         | 16 | Lucas Gabriel      |  |     |
| C                         | 17 | Sabino             |  |     |
| C                         | 20 | Geovane            |  |     |
| A                         | 18 | Ademir             |  | 63’ |
| A                         | 19 | Ribamar            |  | 63’ |
| A                         | 21 | Leandro Carvalho   |  | 76’ |
| A                         | 23 | Ramon              |  | 87’ |
| A                         | 24 | Lohan              |  | 87’ |
| Allenatore:               |    |                    |  |     |
| Lisca                     |    |                    |  |     |

| Atlético Mineiro (3-4-2-1) |    |                    |       |     |
|                            |    |                    |       |     |
| P                          | 22 | Éverson            | 90+4’ |     |
| D                          | 3  | Júnior Alonso      | 66’   |     |
| D                          | 16 | Igor Rabello       |       |     |
| D                          | 4  | Réver              |       | 45’ |
| C                          | 2  | Guga               | 90+3’ |     |
| C                          | 6  | Dodô               |       | 54’ |
| C                          | 13 | Guilherme Arana    | 90+1’ |     |
| C                          | 26 | Ignacio Fernández  |       | 75’ |
| C                          | 37 | Tchê Tchê          |       |     |
| A                          | 70 | Jefferson Savarino |       | 67’ |
| A                          | 7  | Hulk               |       | 75’ |
| Sostituzioni:              |    |                    |       |     |
| P                          | 31 | Matheus Mendes     |       |     |
| D                          | 25 | Mariano            |       |     |
| D                          | 30 | Gabriel            |       |     |
| C                          | 20 | Hyoran             |       | 75’ |
| C                          | 21 | Alan Franco        |       | 75’ |
| C                          | 23 | Nathan             |       |     |
| C                          | 29 | Allan              | 72’   | 45’ |
| A                          | 9  | Diego Tardelli     | 90+8’ | 67’ |
| A                          | 10 | Eduardo Vargas     |       |     |
| A                          | 18 | Eduardo Sasha      |       | 64’ |
| A                          | 33 | Sávio              |       |     |
| A                          | 38 | Marrony            |       |     |
| Allenatore:                |    |                    |       |     |
| Cuca                       |    |                    |       |     |

#### Ritorno
| Belo Horizonte 22 maggio 2021, ore 16:30 UTC-3 ← andata | Atlético Mineiro         | 0 – 0 referto | América-MG | Stadio Mineirão\| Arbitro: \| Felipe Fernandes de Lima \| |
| Arbitro:                                                | Felipe Fernandes de Lima |               |            |                                                           |

| Atlético Mineiro | América Mineiro |

##### Formazioni
| Atlético Mineiro (4-2-3-1) |    |                    |       |     |
|                            |    |                    |       |     |
| P                          | 22 | Éverson            |       |     |
| D                          | 2  | Guga               | 90+7’ |     |
| D                          | 16 | Igor Rabello       |       |     |
| D                          | 3  | Júnior Alonso      |       |     |
| D                          | 13 | Guilherme Arana    | 53’   |     |
| C                          | 8  | Jair               |       | 55’ |
| C                          | 37 | Tchê Tchê          | 22’   |     |
| C                          | 26 | Ignacio Fernández  |       | 89’ |
| A                          | 11 | Keno               |       | 55’ |
| A                          | 70 | Jefferson Savarino |       | 71’ |
| A                          | 7  | Hulk               | 26’   | 89’ |
| Sostituzioni:              |    |                    |       |     |
| P                          | 31 | Matheus Mendes     | 57’   |     |
| D                          | 4  | Réver              |       |     |
| D                          | 6  | Dodô               |       |     |
| D                          | 25 | Mariano            |       |     |
| D                          | 30 | Gabriel            |       |     |
| C                          | 15 | Matías Zaracho     |       | 55’ |
| C                          | 20 | Hyoran             |       | 89’ |
| C                          | 23 | Nathan             |       |     |
| A                          | 9  | Diego Tardelli     |       |     |
| A                          | 10 | Eduardo Vargas     |       | 71’ |
| A                          | 18 | Eduardo Sasha      |       | 89’ |
| A                          | 38 | Marrony            |       | 55’ |
| Allenatore:                |    |                    |       |     |
| Cuca                       |    |                    |       |     |

| América Mineiro (4-2-3-1) |    |                    |             |     |
|                           |    |                    |             |     |
| P                         | 1  | Matheus Cavichioli |             |     |
| D                         | 2  | Diego              |             |     |
| D                         | 3  | Eduardo Bauermann  |             |     |
| D                         | 4  | Anderson           | 90+5’       |     |
| D                         | 6  | Marlon Lopes       |             | 80’ |
| C                         | 5  | Zé Ricardo         |             |     |
| C                         | 8  | Juninho            |             | 80’ |
| C                         | 11 | Alê                |             |     |
| A                         | 10 | Ademir             |             | 71’ |
| A                         | 7  | Felipe Azevedo     |             | 60’ |
| A                         | 9  | Rodolfo            |             | 71’ |
| Sostituzioni:             |    |                    |             |     |
| P                         | 12 | Airton             |             |     |
| D                         | 13 | Thalys             |             |     |
| D                         | 14 | Ricardo Silva      |             |     |
| D                         | 16 | Eduardo            |             |     |
| C                         | 15 | Juninho Valoura    |             |     |
| C                         | 17 | Sabino             | 90+4’ 90+5’ |     |
| C                         | 18 | Bruno Nazário      |             | 71’ |
| C                         | 20 | Geovane            |             | 80’ |
| A                         | 19 | Ribamar            |             | 71’ |
| A                         | 21 | Leandro Carvalho   | 68’         | 60’ |
| A                         | 23 | Ramon              |             | 80’ |
| A                         | 24 | Lohan              |             |     |
| Allenatore:               |    |                    |             |     |
| Lisca                     |    |                    |             |     |

## Troféu Inconfidência
Il Troféu Inconfidência è stato vinto dal Pouso Alegre dopo aver superato l'URT in finale ai rigori.
|  | Semifinali | Semifinali   | Semifinali |              |       | Finale | Finale | Finale |  |
|  |            |              |            |              |       |        |        |        |  |
|  | 5          | URT          | 1 (3)      |              |       |        |        |        |  |
|  | 5          | URT          | 1 (3)      |              |       |        |        |        |  |
|  | 8          | Athletic     | 1 (2)      |              |       |        |        |        |  |
|  | 8          | Athletic     | 1 (2)      |              | 7     | URT    | 0 (2)  |        |  |
|  |            |              |            |              | 7     | URT    | 0 (2)  |        |  |
|  |            |              | 8          | Pouso Alegre | 0 (2) |        |        |        |  |
|  | 6          | Pouso Alegre | 8          | Pouso Alegre | 0 (2) | 0 (6)  |        |        |  |
|  | 6          | Pouso Alegre |            |              |       |        |        |        |  |
|  | 7          | Caldense     | 0 (5)      |              |       |        |        |        |  |

## Troféu do Interior
Il Troféu do Interior è stato assegnato al Tombense, unico club non di Belo Horizonte qualificato per la fase finale del campionato.

## Recopa Mineira
La Recopa Mineira è stata vinta dal Tombense, vittorioso ai rigori contro il Pouso Alegre.
| Squadra 1 | Risultato       | Squadra 2    |
| --------- | --------------- | ------------ |
| Tombense  | 1 – 1 (6-5 dtr) | Pouso Alegre |

## Statistiche

### Classifica marcatori
| Gol |  |  | Giocatore         | Squadra          |
| --- |  |  | ----------------- | ---------------- |
| 7   |  |  | Rodolfo           | América Mineiro  |
| 6   |  |  | Keké              | Tombense         |
| 5   |  |  | Daniel Amorim     | Tombense         |
| 4   |  |  | Jeferson          | Boa Esporte      |
| 3   |  |  | Caíque            | Tombense         |
| 3   |  |  | Reis              | Uberlândia       |
| 3   |  |  | Eduardo Vargas    | Atlético Mineiro |
| 3   |  |  | Ignacio Fernández | Atlético Mineiro |
| 3   |  |  | João Diogo        | URT              |
| 3   |  |  | Marrony           | Atlético Mineiro |
| 3   |  |  | Paulo Henrique    | Pouso Alegre     |
| 3   |  |  | William Pottker   | Cruzeiro         |

### Squadra della stagione
La squadra della stagione è stata selezionata al termine del torneo.
| Ruolo | Naz.                 | Giocatore       | Squadra          |
| ----- | -------------------- | --------------- | ---------------- |
| P     | Brasile (bandiera)   | Fábio           | Cruzeiro         |
| TD    | Paraguay (bandiera)  | Raúl Cáceres    | Cruzeiro         |
| D     | Brasile (bandiera)   | Igor Rabello    | Atlético Mineiro |
| D     | Brasile (bandiera)   | Anderson        | América-MG       |
| TS    | Brasile (bandiera)   | Guilherme Arana | Atlético Mineiro |
| C     | Brasile (bandiera)   | Alê             | América-MG       |
| C     | Argentina (bandiera) | Nacho Fernández | Atlético Mineiro |
| C     | Brasile (bandiera)   | Juninho         | América-MG       |
| A     | Brasile (bandiera)   | Keké            | Tombense         |
| A     | Brasile (bandiera)   | Hulk            | Atlético Mineiro |
| A     | Brasile (bandiera)   | Rodolfo         | América-MG       |

Allenatore
 Cuca (América-MG)
Giocatore del torneo
 Fábio (Cruzeiro)